# 岩崎考司
岩崎 考司（いわさき こうじ、男性、1979年10月9日 - 2007年2月21日）は、日本のゲーム原画家、イラストレーターである。新潟県出身。最終所属は株式会社クリアブルーコミュニケーションズのアダルトゲームブランドPurple software。

## 経歴
新潟県内の高校を卒業後、東京のアニメ系専門学校に入学。卒業後の1999年（平成11年）にニフティ・サーブで公開されたネットゲーム『Love letter』のメインイラストレーション、キャラクターデザインを担当した。
その後シーズウェアにグラフィッカーとして入社。F&Cに移り、RED-ZONEレーベルの『研究日誌』で原画を担当したが、体を壊して退社。ゲームソフト開発会社・ムーンエイジに所属し、WINTERS『ごめんなさい…アタシのせいで』、JANIS『誕生日 〜通い妻（自称）日記〜』の原画を経て、Purple software（以下「Purple」）の実質上の第一作『はっぴ〜ぶり〜でぃんぐ』の原画を担当することになる。この時彼の打ち出した方向性が、同社のその後のブランドカラーを決めたともいえる。またこの頃、集英社スーパーダッシュ文庫の『めぞん de ぎゃらくしい』シリーズの挿絵も手がけている。
2003年（平成15年）にクリアブルーコミュニケーションズに入社。入社後の最初の仕事はPurple『夏色小町』のデバッグとグラフィックであった。その後原画家として『まじぷり -Wonder Cradle-』『あると』などの原画を担当した。
2007年（平成19年）2月21日、脳卒中のため27歳で急死。『コミックガム』2007年5月号にて追悼文と生前書き下ろした『一騎当千』のイラストがクリアブルーコミュニケーションズの協力の下掲載された。
2009年8月にPurpleから発売された『メモリア』に企画およびキャラクター原案としてクレジットされている。

## 参加作品一覧

### アダルトゲーム
- 『研究日誌』（フェアリーテールRED-ZONE）
- 『ごめんなさい…アタシのせいで』（WINTERS）
- 『はっぴ〜ぶり〜でぃんぐ』（Purple software）
- 『誕生日 〜通い妻（自称）日記〜』（JANIS）
- 『はぴぶりいまさらふぁんでぃすく』（Purple software）
- 『まじぷり -Wonder Cradle-』（Purple software）
- 『まじぷりファンディスク』（Purple software）
- 『あると』（Purple software）
- 『みはる -あるとアナザーストーリー-』（Purple software）
- 『メモリア』（企画、キャラクター原案）（Purple software）

### 一般ゲーム
- 『はっぴ〜ぶり〜でぃんぐ 〜Cheerful Party〜』（Princess Soft）
『はっぴ〜ぶり〜でぃんぐ』のPS2への移植作品。

### ネットゲーム
- 『LoveLetter』（ニフティ・サーブ）

### 挿絵
- 夢幻『めぞん de ぎゃらくしい』シリーズ（集英社刊、スーパーダッシュ文庫 ）

## 同人活動
『L-letter』（エル・レター）という同人サークルを主宰していた。生前最後の参加は2006年夏のコミックマーケット70であった。のちサークルメンバーのみやび編集による総集編が2008年のCOMIC1で発行された。